# Обнажённая в чёрном кресле
«Обнажённая в чёрном кресле» (фр. Nu au fauteil noir) — картина испанского и французского художника Пабло Пикассо. Написана 9 марта 1932 года в период сюрреализма. Находится в частной коллекции. Размер — 162 × 130 см.
Многие работы Пабло Пикассо 1932 года, отражали глубокие изменения в его личной жизни. На картине изображена тайная возлюбленная художника Мария-Тереза Вальтер, с которой он жил в замке Буажелу (фр. Boisgeloup) с 1930 года в то время, когда его жена Ольга Хохлова оставалась в Париже. Пикассо обустроил в замке мастерскую, где создавал свои скульптуры, офорты, картины. И Мария-Тереза Вальтер была его музой.
Плавные чувственные изгибы спящей женской фигуры на фоне растения филодендрон, а также контрастные цвета (розовый, чёрный, синий и жёлтый), говорят о влиянии на Пикассо Анри Матисса. Они соперничали и всю жизнь пристально следили за новыми работами друг друга, рисовали одни и те же предметы и даже с одним и тем же названием. Пикассо говорил: «Никто никогда не смотрел на картину Матисса внимательнее, чем я; и никто не смотрел на меня внимательнее, чем он».
9 ноября 1999 года «Обнажённая в чёрном кресле» была выставлена на аукционе Кристис в Нью-Йорке и продана Лесли Векснеру, американскому миллиардеру и основателю компании The Limited за 45,1 миллиона долларов.